# ديفيد هوف
ديفيد هوف (بالإنجليزية: David Huff)‏ هو كاتب أغاني ومنتج أسطوانات أمريكي، ولد في 28 يوليو 1961.

## وصلات خارجية
- ديفيد هوف على موقع IMDb (الإنجليزية)
- ديفيد هوف على موقع ميوزك برينز (الإنجليزية)
- ديفيد هوف على موقع أول ميوزيك (الإنجليزية)
- ديفيد هوف على موقع ديسكوغز (الإنجليزية)